# Flugplatz Elsenthal-Grafenau

i7
i11
i13
Der Flugplatz Elsenthal-Grafenau (ICAO-Code: EDNF) ist der Sonderlandeplatz der niederbayerischen Stadt Grafenau. Er wird vom Flugsportverein Grafenau e. V. betrieben.

## Geografie
Der Flugplatz liegt im südlichen Bayerischen Wald, etwa vier Kilometer südwestlich des historischen Stadtkernes von Grafenau. Westlich fließt die Große Ohe und östlich die Kleine Ohe, die sich südlich des Geländes zur Ilz vereinigen. 30 Kilometer südlich verläuft bei Passau die Staatsgrenze zu Österreich und 30 Kilometer östlich diejenige zu Tschechien.

## Geschichte
Die Fliegerei wurde in Grafenau seit 1963 betrieben, als die Speditionsfirma Häring das Gelände betrieb. Der Flugbetrieb übernahm später der Flugsportverein Grafenau auf dem heutigen Gelände als Außenlandeplatz. Nach einigem Ausbau wurden der Platz im Jahr 2003 zugelassen. Das Fluggelände wird auch vom Modelflugclub ganzjährig mit genutzt.
Am Vatertag wird alljährlich bei gutem Wetter zum Tag der offenen Tür geladen, wobei der FSV Grafenau viele Hubschrauber und deren Crews willkommen heißt. Für Flugbegeisterte hat dieser fly-in mittlerweile Kultstatus. Den Erlös lässt der Verein einer wohltätigen Einrichtung zukommen.

## Flugplatz und Ausstattung
Der Flugplatz ist für Luftfahrzeuge bis 2000 kg Höchstabfluggewicht (MTOW), Hubschrauber bis 2.700 kg zugelassen. 
Es bestehen zwei Flugzeughallen (Hangar), ein Tower (Frequenz 118,935 MHz) und ein Vereinsheim. Ein Schlepp- oder Windenstart für Segelflugzeuge ist nicht möglich.

## Zwischenfälle
- Am 22. August 2011 kollidierte ein Schulterdecker Reims F152 bei einem missglückten Landeversuch mit einer Böschung, wobei das Bugrad beschädigt wurde, und startete wieder durch. Bei der anschließenden Notlandung in Vilshofen (EDMV) knickte das Bugfahrwerk gänzlich weg und die Maschine rutschte 40 m "auf dem Bauch" weiter, bevor sie schwer beschädigt zum Stillstand kam.[2]:17

- Am 5. Mai 2016 steuerte der Pilot eine Socata 893 kurz nach dem Start von EDNF auf bewohntes Gebiet zu, wo sie unmittelbar neben seinem eigenen Wohnanwesen zerschellte. Der Pilot wurde hierbei tödlich verletzt.[3][4]

## Verkehr
Gemeindestraßen erschließen den Flugplatz nach Norden hin zu der Bundesstraße 533 und zu der östlich verlaufenden Bundesstraße 85. Der ÖPNV bedient den Flugplatz nicht direkt. Die nächstgelegenen Zustiegsmöglichkeiten besteht im vier Kilometer nördlich liegenden Grafenau zur Waldbahn, sowie sporadisch zu Buslinien in Eberhardsreuth und Schönberg.